# KCNK4
KCNK4 (англ. Potassium two pore domain channel subfamily K member 4) – білок, який кодується однойменним геном, розташованим у людей на короткому плечі 11-ї хромосоми. Довжина поліпептидного ланцюга білка становить 393 амінокислот, а молекулярна маса — 42 704.
| 10         |  | 20         |  | 30         |  | 40         |  | 50         |
| ---------- |  | ---------- |  | ---------- |  | ---------- |  | ---------- |
| MRSTTLLALL |  | ALVLLYLVSG |  | ALVFRALEQP |  | HEQQAQRELG |  | EVREKFLRAH |
| PCVSDQELGL |  | LIKEVADALG |  | GGADPETNST |  | SNSSHSAWDL |  | GSAFFFSGTI |
| ITTIGYGNVA |  | LRTDAGRLFC |  | IFYALVGIPL |  | FGILLAGVGD |  | RLGSSLRHGI |
| GHIEAIFLKW |  | HVPPELVRVL |  | SAMLFLLIGC |  | LLFVLTPTFV |  | FCYMEDWSKL |
| EAIYFVIVTL |  | TTVGFGDYVA |  | GADPRQDSPA |  | YQPLVWFWIL |  | LGLAYFASVL |
| TTIGNWLRVV |  | SRRTRAEMGG |  | LTAQAASWTG |  | TVTARVTQRA |  | GPAAPPPEKE |
| QPLLPPPPCP |  | AQPLGRPRSP |  | SPPEKAQPPS |  | PPTASALDYP |  | SENLAFIDES |
| SDTQSERGCP |  | LPRAPRGRRR |  | PNPPRKPVRP |  | RGPGRPRDKG |  | VPV        |

A: Аланін

C: Цистеїн

D: Аспарагінова кислота

E: Глутамінова кислота

F: Фенілаланін

G: Гліцин

H: Гістидин

I: Ізолейцин

K: Лізин

L: Лейцин

M: Метіонін

N: Аспарагін

P: Пролін

Q: Глутамін

R: Аргінін

S: Серин

T: Треонін

V: Валін

W: Триптофан

Кодований геном білок за функціями належить до іонних каналів, потенціалзалежних каналів. 
Задіяний у таких біологічних процесах, як транспорт іонів, транспорт, транспорт калію, альтернативний сплайсинг. 
Білок має сайт для зв'язування з калію. 
Локалізований у клітинній мембрані, мембрані.